# 室颤电流
室颤电流，指引起心脏心室发生纤维颤动的最小电流。心室颤动会在短时间内引起死亡，因此室颤电流是触电致死的重要量化指标。室颤电流和持续时间的关系密切，当持续时间短于心脏周期时，室颤电流为数百mA，而当持续时间超过心脏周期时，室颤电流仅为50mA。电流经过人体的途径也对室颤电流的大小有关键影响，当电流直接流过心脏时，仅仅数十微安的电流即可引起心室颤动。